# Millville (Iowa)
Millville – miasto w Stanach Zjednoczonych, w stanie Iowa, w hrabstwie Clayton. W 2000 liczyło 23 mieszkańców.